# یودی‌‌اف‌جی-۳۹۵۴۶۲۸۴
یودی‌اف‌جی-۳۹۵۴۶۲۸۴ (به انگلیسی: UDFj-39546284) نامی است که به یک ساختار ستاره‌ای که وجودش در ۲۷ ژانویه ۲۰۱۱ گزارش شده، به عنوان نور از قدیمی‌ترین جرم شناسایی شده که از طریق رصد فروسرخ در دده‌های تلسکوپ فضایی هابل داده شده‌است. این شی که در صورت فلکی کوره قرار دارد، توسط جی. ایلینگ‌ورث (دانشگاه کالیفرنیا، سانتا کروز)، آر. بوونز (دانشگاه سانتاکروز و دانشگاه لیدن) و تیم اچ‌یودی اف در سال‌های ۲۰۰۹ و ۲۰۱۰ شناسایی شد.
در ابتدا (نوامبر ۲۰۱۲)؛ با استفاده از داده‌های فوتومتری تلسکوپ هابل و اسپیتزر، از جمله میدان بسیار عمیق هابل (XDF)، تصور می‌شد در انتقال به سرخ z~۱۰ باشد. (دسامبر ۲۰۱۲)e- z = 11.9متعاقباً، (دسامبر ۲۰۱۲) با استفاده از داده‌های تلسکوپ هابل و اسپیتزر، از جمله میدان فوق‌عمیق هابل (HUDF) گزارش شد احتمالاً در انتقال به سرخ z = ۱۱٫۹ که یک رکوردشکنی است قرار دارد. تحلیل‌های بعدی (مارس ۲۰۱۳) نشان داده‌اند که این منبع به احتمال زیاد یک منبع انتقال به سرخ کم است، با خط طیف نوری شدید در طیف آن که ظاهر یک منبع انتقال به سرخ بسیار بالا را ایجاد می‌کند.